# Cronologia de l'Imperi Otomà
Aquest article recull en forma de Taula una  cronologia de l'Imperi Otomà .
| Segle           | Dates                                                          | Esdeveniment | Període                 |
| Segle XIII      | 1299                                                           | Comença el regnat d'Osman I, fundador de l'Imperi Otomà. | Naixement (1289-1453)   |
| Segle XIV       | 15 juny 1389                                                   | Batalla de Kosovo. És conquerida la majoria de Sèrbia. | Naixement (1289-1453)   |
| Segle XIV       | 25 setembre 1396                                               | Batalla de Nicòpolis. És conquerida Bulgària | Naixement (1289-1453)   |
| Segle XV        | 10 novembre 1444                                               | Batalla de Varna. Victòria otomana, fi de la Croada de Varna. | Naixement (1289-1453)   |
| Segle XV        | 29 maig 1453                                                   | Mehmet II (el Conqueridor) captura Constantinoble, l'emperador cristià Constantí XI mor en els combats, i l'Imperi Romà d'Orient dels romans sucumbeix d'una vegada per totes davant l'Imperi Otomà quan Mehmet II reclama el títol de Caesar de Roma .                                                               | Creixement (1453-1683)  |
| Segle XV        | 1460                                                           | Mehmet II conquesta Morea. | Creixement (1453-1683)  |
| Segle XV        | 15 d'agost de 1461                                             | Mehmet II conquesta Trebisonda i acaba així l'Imperi de Trebisonda. | Creixement (1453-1683)  |
| Segle XV        | 1462                                                           | Mehmet II comença a construir el seu palau, el Palau de Topkapı ( Topkapı Sarayi ). | Creixement (1453-1683)  |
| Segle XV        | 1463                                                           | Bòsnia és conquerida. | Creixement (1453-1683)  |
| Segle XV        | 11 d'agost de 1473                                             | batalla d'Otluqbeli; Mehmet II derrota Uzun Hassan dels turcmans Akkoyunlu. | Creixement (1453-1683)  |
| Segle XV        | 1475                                                           | Gefik Ahmad Paixà captura Caffa. Crimea es converteix en vassall de l'Imperi Otomà. | Creixement (1453-1683)  |
| Segle XV        | 1478                                                           | Albània és conquerida. | Creixement (1453-1683)  |
| Segle XV        | 1480                                                           | Gefik Ahmad Paixà captura Òtranto, al sud-est d'Itàlia com a base per a nous atacs contra Itàlia (només per a evacuar-després de la mort de Mehmet II). | Creixement (1453-1683)  |
| Segle XV        | 3 maig 1481                                                    | Mort de Mehmet II. Baiazet II ascendeix al tron. | Creixement (1453-1683)  |
| Segle XV        | 1482                                                           | Hercegovina és conquerida. | Creixement (1453-1683)  |
| Segle XV        | 1498                                                           | Montenegro és conquerida. | Creixement (1453-1683)  |
| Segle XVI       | 23 d'agost de 1514                                             | Batalla de Chaldiran; Selim I derrota Ismail I de l'Imperi safàvida; Anatòlia oriental sota control turc. | Creixement (1453-1683)  |
| Segle XVI       | 1516                                                           | Batalla de Marj Dabiq; Selim I derrota Al-Ashraf Qansuh al-Ghawri del Soldanat Mameluc. Síria i Palestina sota control otomà. | Creixement (1453-1683)  |
| Segle XVI       | 22 gener 1517                                                  | Batalla de Ridaniya; Selim I derrota Al-Àixraf Tuman-bay del Soldanat Mameluc. Egipte sota control otomà. Selim I pren el títol de califa. | Creixement (1453-1683)  |
| Segle XVI       | 1519                                                           | Algèria és conquerida. | Creixement (1453-1683)  |
| Segle XVI       | 22 setembre 1520                                               | Comença el regnat de Solimà I el Magnífic | Creixement (1453-1683)  |
| Segle XVI       | 1521                                                           | Solimà I el Magnífic captura Belgrad. | Creixement (1453-1683)  |
| Segle XVI       | 1522                                                           | Solimà I el Magnífic captura Rodes. | Creixement (1453-1683)  |
| Segle XVI       | 29 d'agost de 1526                                             | Batalla de Mohács. Solimà I el Magnífic derrota Lluís II d'Hongria i Bohèmia | Creixement (1453-1683)  |
| Segle XVI       | 1529                                                           | Setge de Viena. | Creixement (1453-1683)  |
| Segle XVI       | 1533                                                           | Iraq sota control turc. | Creixement (1453-1683)  |
| Segle XVI       | 28 setembre 1538                                               | Batalla naval de Preveza. L'armada turca controla la majoria del mar Mediterrani. | Creixement (1453-1683)  |
| Segle XVI       | 1550-c.1650s                                                   | Sultanat de les dones | Creixement (1453-1683)  |
| Segle XVI       | 1551                                                           | Líbia és presa. | Creixement (1453-1683)  |
| Segle XVI       | 1541                                                           | Solimà I el Magnífic captura Budapest (conegut com Buda), que finalment condueix a la conquesta de la major part d'Hongria. | Creixement (1453-1683)  |
| Segle XVI       | 1547                                                           | La major part d'Hongria sota control turc. | Creixement (1453-1683)  |
| Segle XVI       | 1566                                                           | Acaba el regnat de Solimà I el Magnífic. | Creixement (1453-1683)  |
| Segle XVI       | 1569                                                           | Gran incendi d'Istanbul. | Creixement (1453-1683)  |
| Segle XVI       | 1570                                                           | Conquesta de Xipre per Piyale Pasha | Creixement (1453-1683)  |
| Segle XVI       | 1574                                                           | Tunísia és conquerida. | Creixement (1453-1683)  |
| Segle XVI       | 7 d'octubre de 1571                                            | Els espanyols i venecians derroten als turcs a la batalla de Lepant. | Creixement (1453-1683)  |
| Segle XVI       | 1578                                                           | Tblisi i gran part de Geòrgia conquerides. | Creixement (1453-1683)  |
| Segle XVI       | 21 maig 1590                                                   | Tractat d'Istanbul, també conegut com tractat de Ferhat Pasha entre l'Imperi Otomà i la Pèrsia safàvida. Geòrgia, Azerbaidjan i Armènia així com l'Iran occidental sota domini otomà. | Creixement (1453-1683)  |
| Segle XVII      | 1610                                                           | Kuyucu Murat Pasha reprimeix les revoltes Jelali. Els turcmans pateixen fortament. | Creixement (1453-1683)  |
| Segle XVII      | 1612                                                           | Tractat de Nasuh Pasha entre l'Imperi Otomà i la Pèrsia safàvida. L'Imperi Otomà renúncia a alguns èxits del tractat de Ferhat Pasha de 1590. | Creixement (1453-1683)  |
| Segle XVII      | 26 setembre 1618                                               | Tractat de Serav, que ratifica el Tractat de Nasuh Pasha, després de les guerra de 1615-18. | Creixement (1453-1683)  |
| Segle XVII      | 11 setembre 1683                                               | Setge de Viena amb derrota otomana. | Estancament (1683-1827) |
| Segle XVII      | 1686                                                           | Hongria és evacuada. | Estancament (1683-1827) |
| Segle XVII      | 8 novembre 1687                                                | Mor Mehmed IV i el succeeix Solimà II | Estancament (1683-1827) |
| Segle XVII      | 26 gener 1699                                                  | Els otomans cedeixen Hongria a Àustria al Tractat de Karlowitz. | Estancament (1683-1827) |
| Segle XVIII     | 1718                                                           | Tractat de Passarowitz. | Estancament (1683-1827) |
| Segle XVIII     | 1718                                                           | Comença l'Època de les tulipes (fins a 1730) | Estancament (1683-1827) |
| Segle XVIII     | 1729                                                           | Primera impremta en turc d'Ibrahim Muteferrika | Estancament (1683-1827) |
| Segle XVIII     | 1730                                                           | Revolta de Patrona Halil. Fi de l'Època de les tulipes. Ahmed III és destronat. | Estancament (1683-1827) |
| Segle XVIII     | 18 setembre 1739                                               | Signatura del Tractat de Belgrad entre l'Imperi Otomà i la Monarquia dels Habsburg que va posar fi a les hostilitats dels dos anys de la Guerra russoturca (1735-1739) i va fixar la frontera entre ambdós imperis en els rius Sava i Danubi.                                                                         | Estancament (1683-1827) |
| Segle XVIII     | 21 juliol 1774                                                 | Signatura del Tractat de Küçük Kaynarca entre l'Imperi Rus i l'Imperi Otomà després de la derrota d'aquest últim a la Guerra russoturca (1768-1774). Els otomans van cedir a Rússia la part de la regió Yedisan, entre els rius Dniéper i Bug Meridional, que va aconseguir el seu primer accés directe al mar Negre. | Estancament (1683-1827) |
| Segle XVIII     | 1795                                                           | First newspaper (in French) in Ottoman Empire ( Bulletin de Nouvelles .) | Estancament (1683-1827) |
| Segle XIX       | maig 1807                                                      | Revolta de Çelebi Mustafa Paşa : Selim III és destronat. | Estancament (1683-1827) |
| Segle XIX       | 21 juliol 1808                                                 | Alemdar Mustafa Pasha suprimeix la rebel·lió, però Selim III mor i Mahmut II es converteix en el nou sultà. | Estancament (1683-1827) |
| Segle XIX       | 23 d'abril de 1813                                             | Segona Insurrecció Sèrbia: revolta dels serbis. | Estancament (1683-1827) |
| Segle XIX       | 1821                                                           | Comença la Guerra d'independència de Grècia. | Estancament (1683-1827) |
| Segle XIX       | 1830                                                           | Algèria és cedida gradualment al control francès de la Monarquia de Juliol. | Declivi (1828-1908)     |
| Segle XIX       | 21 juliol 1832                                                 | Guerra grega d'Independència : la sobirania del regne de Grècia és formalitzada. | Declivi (1828-1908)     |
| Segle XIX       | 1831-1833                                                      | Guerra egipcio-otomana (1831-1833). | Declivi (1828-1908)     |
| Segle XIX       | 1839-1841                                                      | Guerra egipcio-otomana (1839-1841) | Declivi (1828-1908)     |
| Segle XIX       | 4 d'octubre de 1853                                            | Començament de la guerra de Crimea amb Rússia, que va guanyar encara que amb ajuda de britànics, francesos i del regne de Sardenya, que va mostrar que el declivi de l'exèrcit otomà havia començat. | Declivi (1828-1908)     |
| Segle XIX       | 21 d'octubre de 1860                                           | Primer diari publicat en turc per Agah Efendi. ( Tercümen'ı AHVAL ). | Declivi (1828-1908)     |
| Segle XIX       | 5 febrer 1862                                                  | S'estableix un estat autònom a la Romania unificada. | Declivi (1828-1908)     |
| Segle XIX       | 23 desembre 1876                                               | Inaugurada la Conferència de Constantinoble (1876-1877), una conferència internacional per tractar d'impedir una imminent guerra entre Rússia i Turquia com a conseqüència dels greus esdeveniments que estaven tenint lloc en els Balcans. La conferència va fracassar.                                              | Declivi (1828-1908)     |
| Segle XIX       | 24 d'abril de 1877                                             | Guerra russoturca (1877-1878): comença una altra guerra amb l'Imperi Rus. | Declivi (1828-1908)     |
| Segle XIX       | 3 març 1878                                                    | Guerra russoturca (1877-1878): El Tractat de Santo Stefano reconeix la independència del Regne de Romania i el Regne de Sèrbia, així com l'establiment d'un principat autònom de Bulgària sota protecció nominal otomana. Àustria-Hongria ocupa la província de Bòsnia per defecte.                                   | Declivi (1828-1908)     |
| Segle XIX       | 4 juny 1878                                                    | Xipre és ocupada pels britànics. | Declivi (1828-1908)     |
| Segle XIX       | 1881                                                           | Tunísia es converteix en colònia francesa. | Declivi (1828-1908)     |
| Segle XIX       | 1882                                                           | Egipte passa a estar sota protecció britànica. | Declivi (1828-1908)     |
| 6 setembre 1885 | La província de Rumèlia Oriental passa a jurisdicció Bulgària. | |                         |
| Segle XX        | 3 juliol 1908                                                  | Segona Era Constitucional (Jove Revolució Turca) | Dissolució (1908-1923)  |
| Segle XX        | 5 d'octubre de 1908                                            | Bulgària obté la completa independència. | Dissolució (1908-1923)  |
| Segle XX        | 7 d'octubre de 1908                                            | L'Imperi Austrohongarès annexa la província Bòsnia otomana mitjançant la mera declaració. | Dissolució (1908-1923)  |
| Segle XX        | 1912                                                           | Els otomans són fàcilment derrotats per Itàlia en una guerra curta, que guanyen Líbia acabant la presència otomana de 340 anys al nord d'Àfrica. | Dissolució (1908-1923)  |
| Segle XX        | 28 novembre 1912                                               | Primera Guerra dels Balcans: Albània declara la independència | Dissolució (1908-1923)  |
| Segle XX        | 17 maig 1913                                                   | Primera Guerra dels Balcans: l'Imperi Otomà gairebé desapareix d'Europa, amb excepció d'Istanbul i la terra al seu voltant per defensar-lo. | Dissolució (1908-1923)  |
| Segle XX        | 2 d'agost de 1914                                              | L'Imperi entra a la Primera Guerra Mundial al costat de les Potències Centrals. Xipre és annexionada per Gran Bretanya. | Dissolució (1908-1923)  |
| Segle XX        | 24 d'abril de 1915                                             | El govern dels Joves Turcs organitza el genocidi premeditat dels armenis. La mort d'intel·lectuals armenis a Istanbul en aquest dia marca el començament de les massacres i les deportacions de més d'un milió i mig d'armenis a Anatòlia                                                                             | Dissolució (1908-1923)  |